# Humlamaden och Hemmestorps björke, boke och fure
Humlamaden och Hemmestorps björke, boke och fure är sedan 2018 en av SCB avgränsad och namnsatt tätort med större delen i Sjöbo kommun och en mindre del i Lunds kommun i Skåne län. Den omfattar bebyggelse i bostadsområdena Hemmestorps björke, Hemmestorps boke och Humlamaden, där de två första är belägna i Everlövs socken i Sjöbo kommun medan Humlamaden är belägen i Veberöds socken i Lunds kommun. Trots tätortens namn så ingår inte småorten Hemmestorps fure i tätorten. 
Orterna uppstod som fritidshusområden från andra halvan av 1900-talet, men har efter hand fått en allt större åretruntbefolkning. 
Statistiska Centralbyrån avgränsade området före 2018 till en småort med beteckningen Humlamaden och Hemmestorps björke fram till och med 2005 men bytte sedan till Humlamaden och Hemmestorps boke. Det officiella namnet är sedan 2018 Humlamaden och Hemmestorps björke, boke och fure.

## Befolkningsutveckling
| Befolkningsutvecklingen i Humlamaden och Hemmestorps björke, boke och fure/ Humlamaden och Hemmestorps boke/ Humlamaden och del av Hemmestorps björke 1990–2020 | Befolkningsutvecklingen i Humlamaden och Hemmestorps björke, boke och fure/ Humlamaden och Hemmestorps boke/ Humlamaden och del av Hemmestorps björke 1990–2020 | Befolkningsutvecklingen i Humlamaden och Hemmestorps björke, boke och fure/ Humlamaden och Hemmestorps boke/ Humlamaden och del av Hemmestorps björke 1990–2020 | Befolkningsutvecklingen i Humlamaden och Hemmestorps björke, boke och fure/ Humlamaden och Hemmestorps boke/ Humlamaden och del av Hemmestorps björke 1990–2020 | Befolkningsutvecklingen i Humlamaden och Hemmestorps björke, boke och fure/ Humlamaden och Hemmestorps boke/ Humlamaden och del av Hemmestorps björke 1990–2020 |
| --- | --- | --- | --- | --- |
| | | | | |
| År | | | Folkmängd | Areal (ha) |
| 1990 | 1990 | | 75 | 19# |
| 1995 | 1995 | | 113 | 28# |
| 2000 | 2000 | | 122 | 28# |
| 2005 | 2005 | | 152 | 31# |
| 2010 | 2010 | | 174 | 33# |
| 2015 | 2015 | | 187 | 56# |
| 2020 | 2020 | | 200 | 63 |
| Anm.: tätort 2018. Växte ihop med Hemmestorps fure 2023 # Som småort.                                                                                           | | | | |